# Вале-де-Прадуш
Вале-де-Прадуш (порт. Vale de Prados; МФА: [ˈva.ɫɨ dɨ ˈpɾa.duʃ]) — парафія в Португалії, у муніципалітеті Маседу-де-Кавалейруш. Розташована в північно-східній частині країни, на теренах історичної португальської провінції Трансмонтана. Входить до складу округу Браганса. За адміністративним поділом, чинним до 1976 року, терени парафії були складовою провінції Трансмонтана і Верхнє Дору. Належить до Брагансько-Мірандської діоцезії Католицької церкви. Патрон — святий Єронім. Площа — 10,3675 км². Населення — 431 ос. (2011). Слабо урбанізований регіон. Густота населення — 41,57 осіб/км²
. Код — 040534.

## Населення
| Кількість мешканців | Кількість мешканців | Кількість мешканців | Кількість мешканців | Кількість мешканців | Кількість мешканців | Кількість мешканців | Кількість мешканців | Кількість мешканців | Кількість мешканців | Кількість мешканців | Кількість мешканців | Кількість мешканців | Кількість мешканців | Кількість мешканців |
| ------------------- | ------------------- | ------------------- | ------------------- | ------------------- | ------------------- | ------------------- | ------------------- | ------------------- | ------------------- | ------------------- | ------------------- | ------------------- | ------------------- | ------------------- |
| 1864                | 1878                | 1890                | 1900                | 1911                | 1920                | 1930                | 1940                | 1950                | 1960                | 1970                | 1981                | 1991                | 2001                | 2011                |
| 455                 | 477                 | 457                 | 438                 | 441                 | 375                 | 399                 | 542                 | 595                 | 645                 | 563                 | 454                 | 415                 | 413                 | 431                 |